# Rackspace
Rackspace US, Inc. (произношение Ракспейс) (NYSE: RAX) е ИТ хостингова компания, с централен офис в Сан Антонио, Тексас, САЩ.
Компанията има също така офиси в Австралия, Великобритания, Нидерландия и Хонконг, и дата центрове, опериращи в Тексас, Илиноис, Вирджиния, Великобритания и Хонконг към края на 2008. Имейлите и отделът за приложения оперират в Блегсбърг, Вирджиния, САЩ.
Клиентите на компанията са 40% от членовете на Fortune 100 – класацията за американски компании по печалба на списание Форчън. През 2011 компанията е посочена като едно от топ 100-те места за работа според сп. Форчън. Rackspace във Великобритания също се появява в The Sunday Times с награда за най-добър работодател за годините между 2007 и 2011, и е в списъка на топ 50-те компании за Великобритания според Файненшъл таймс.